# ヨハン・ペーター・ハーゼンクレヴァー
ヨハン・ペーター・ハーゼンクレヴァー（Johann Peter Hasenclever、1810年5月18日 - 1853年12月16日）はドイツの画家である。ブルジョアジーの生活に批判的な風俗画や社会運動に関心を示した絵画を描いた。

## 略歴
ノルトライン＝ヴェストファーレン州、レムシャイトの鍛冶屋の息子に生まれた。15歳の時、学校の教師に美術の才能を認められて、17歳でデュッセルドルフ美術アカデミーに入学するが、2年後、校長のフリードリッヒ・ヴィルヘルム・シャドウから才能がないといわれて退学した。26歳になって、美術アカデミーに戻り、17世紀のオランダ絵画に影響を受けて、ドイツではこれまで絵画に描かれることがなかった人々の日常の生活を描いたことで知られるテオドール・ヒルデブラントのクラスで学んだ。

「労働者と市議会」

ミュンヘンに移り、1838年に医師で風刺的な文学作品の作者である、コルトゥム(Carl Arnold Kortum)の作品で、作者の没後も何度か出版された作品、「Jobsiade」に20点の挿絵を描き、画家として成功することになった。
三月革命の準備期（Vormärz）の政治活動に積極的に参加した。反アカデムズの芸術家の協会「Crignic」の会員になった。1847年に創刊された風刺雑誌「Düsseldorfer Monathefte」のためにも働いた。代表作の一つで、1848年革命で市議会と交渉する労働者代表を描いた「労働者と市議会」は1853年にカール・マルクスがアメリカの新聞で称賛し、東ドイツ時代にハーゼンクレヴァーの作品は政治的な観点で研究された。

## 作品

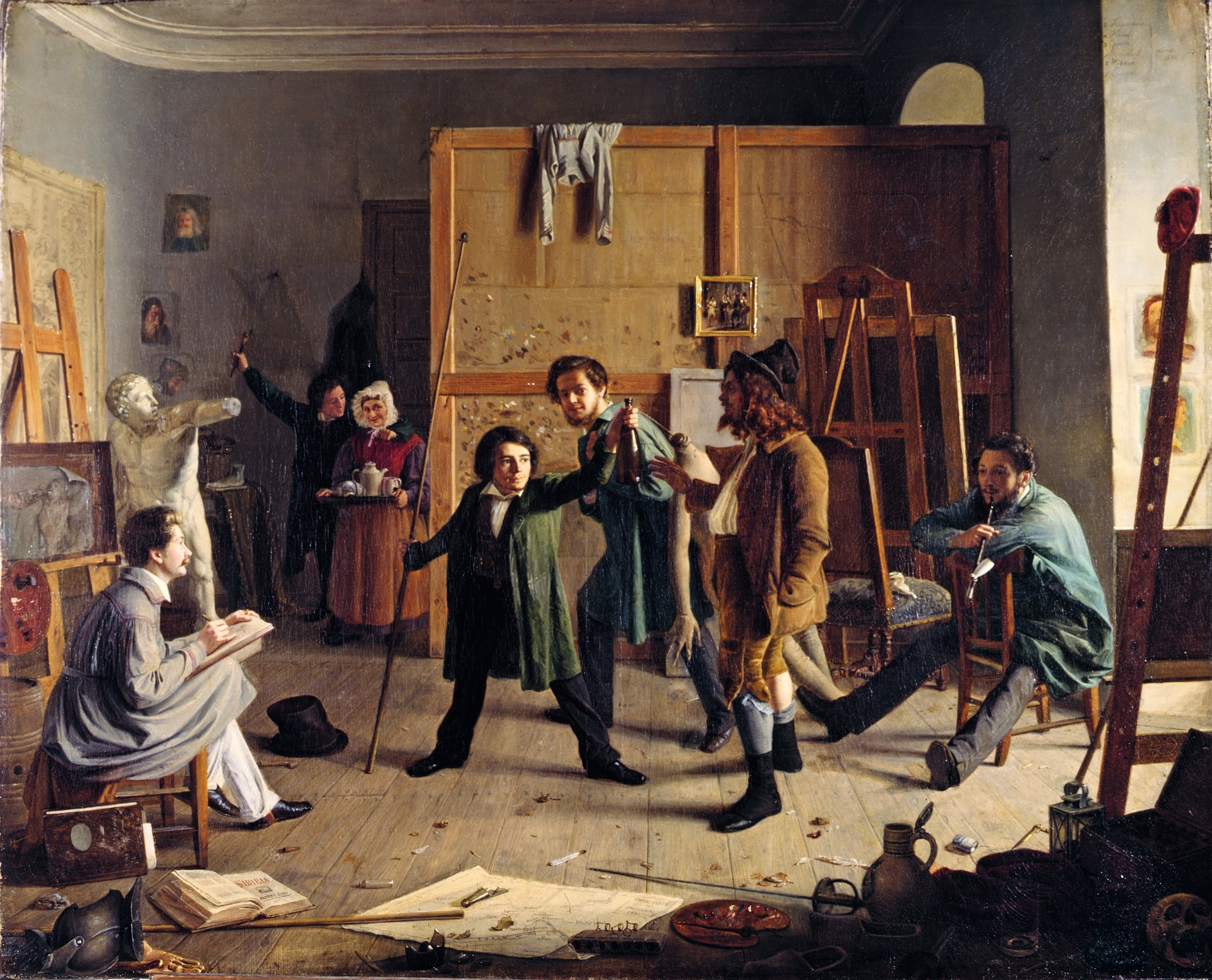
「アトリエの風景」
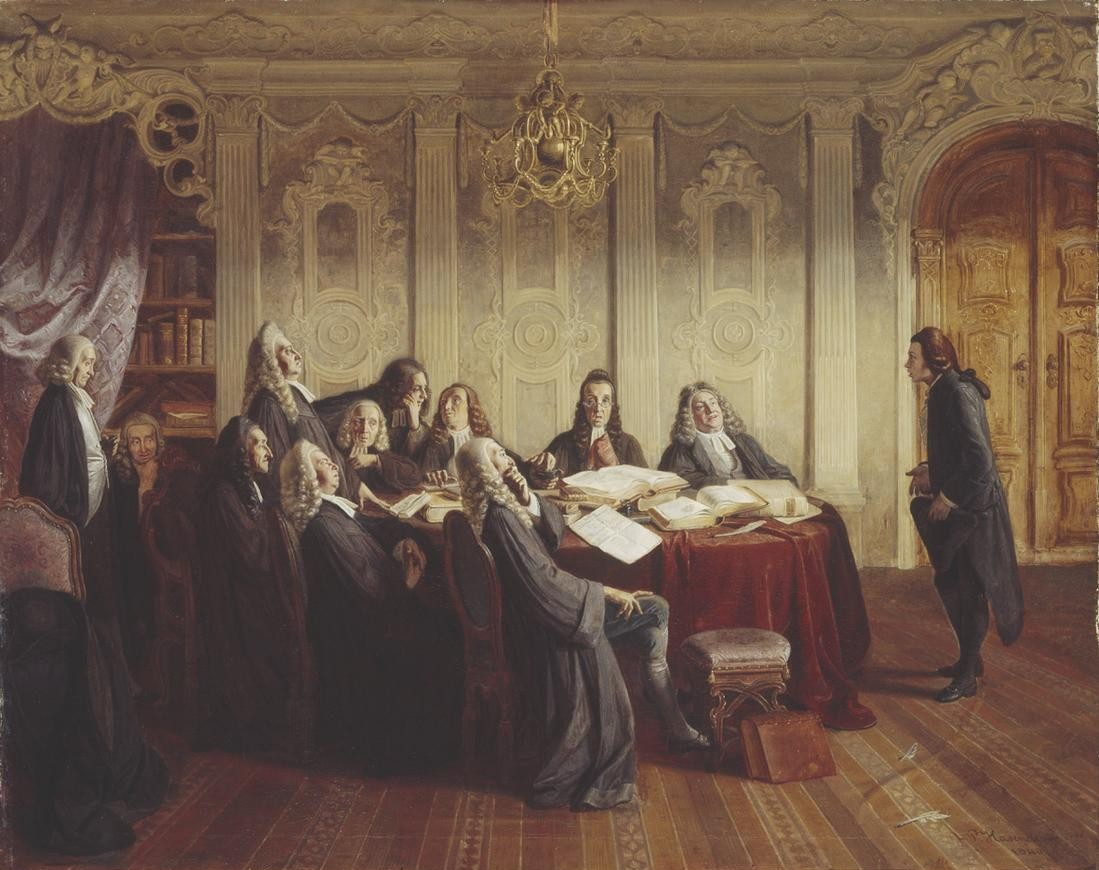
"Jobsiade"の挿絵
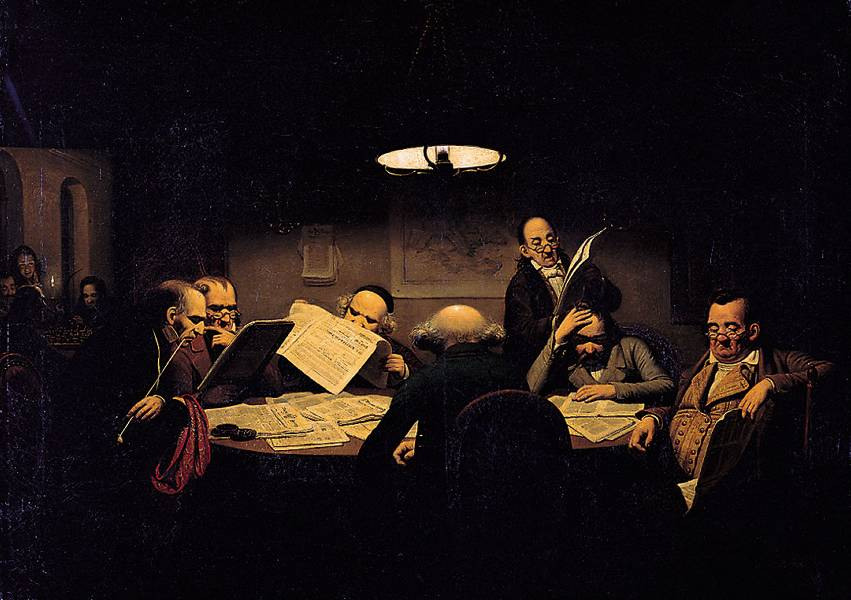
「閲覧室」(1843)
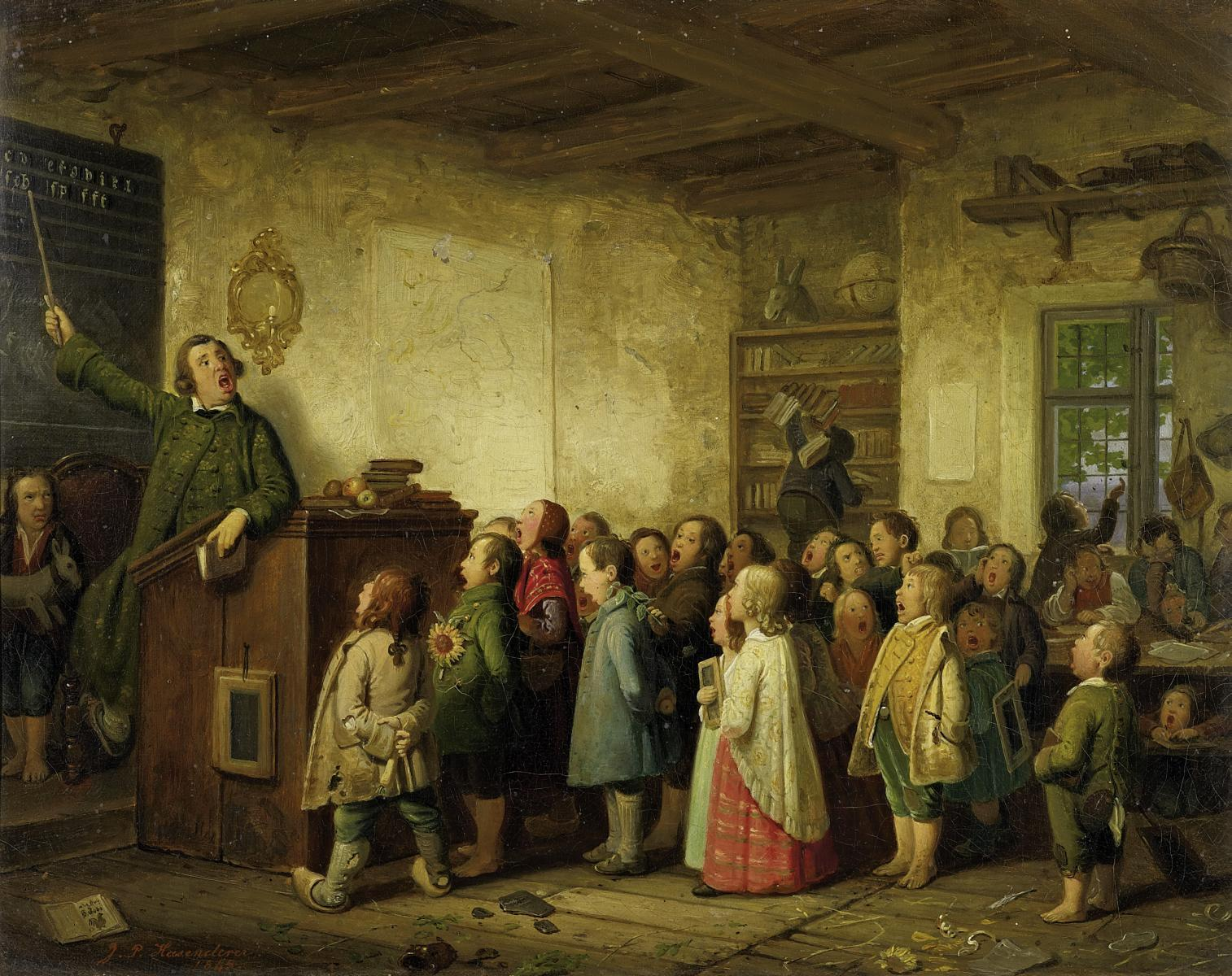
「村の学校」
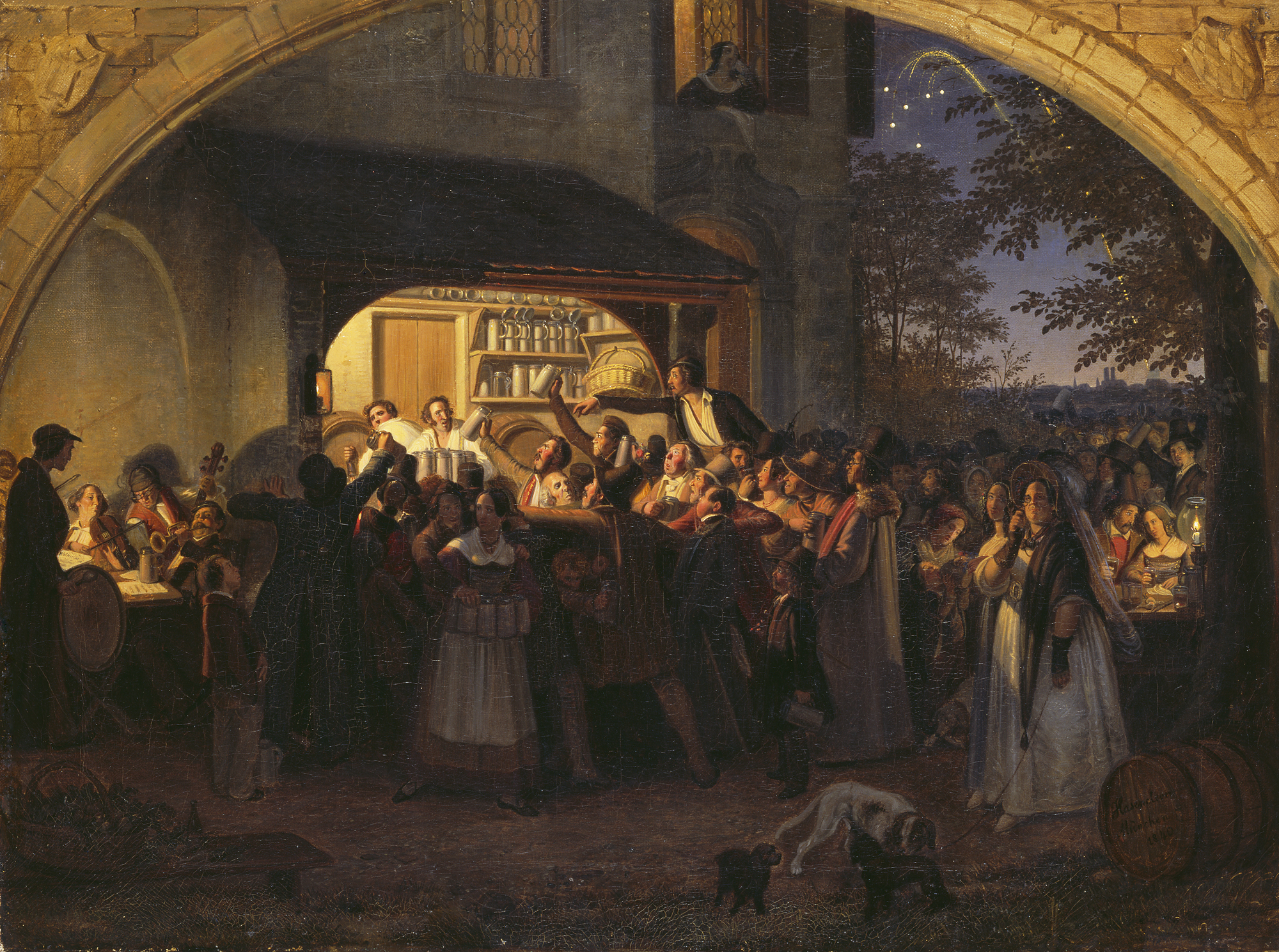
「ミュンヘンのガーデン・パーティー」(1840)
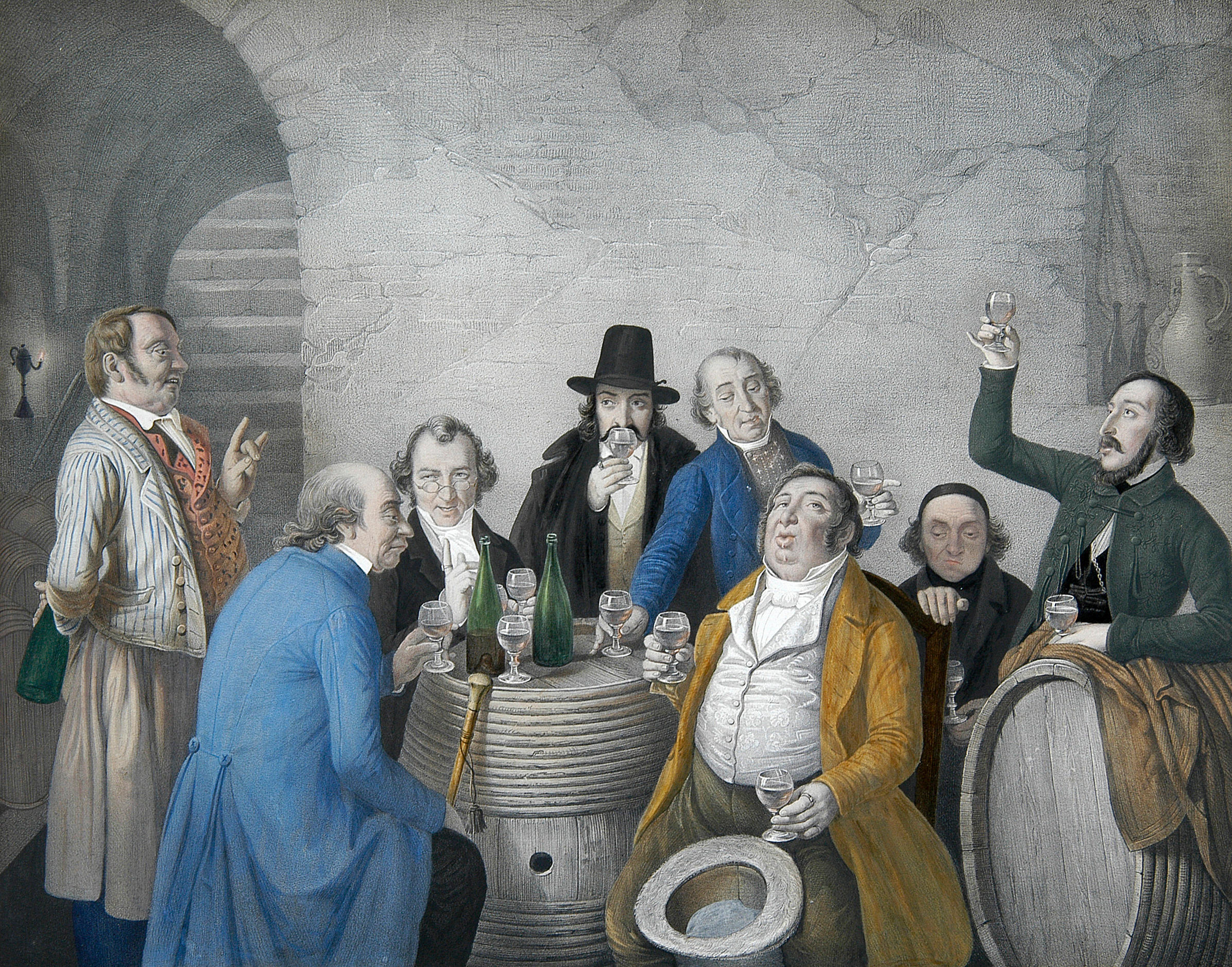
「ワインの試飲会」